# Giacomo Cireni

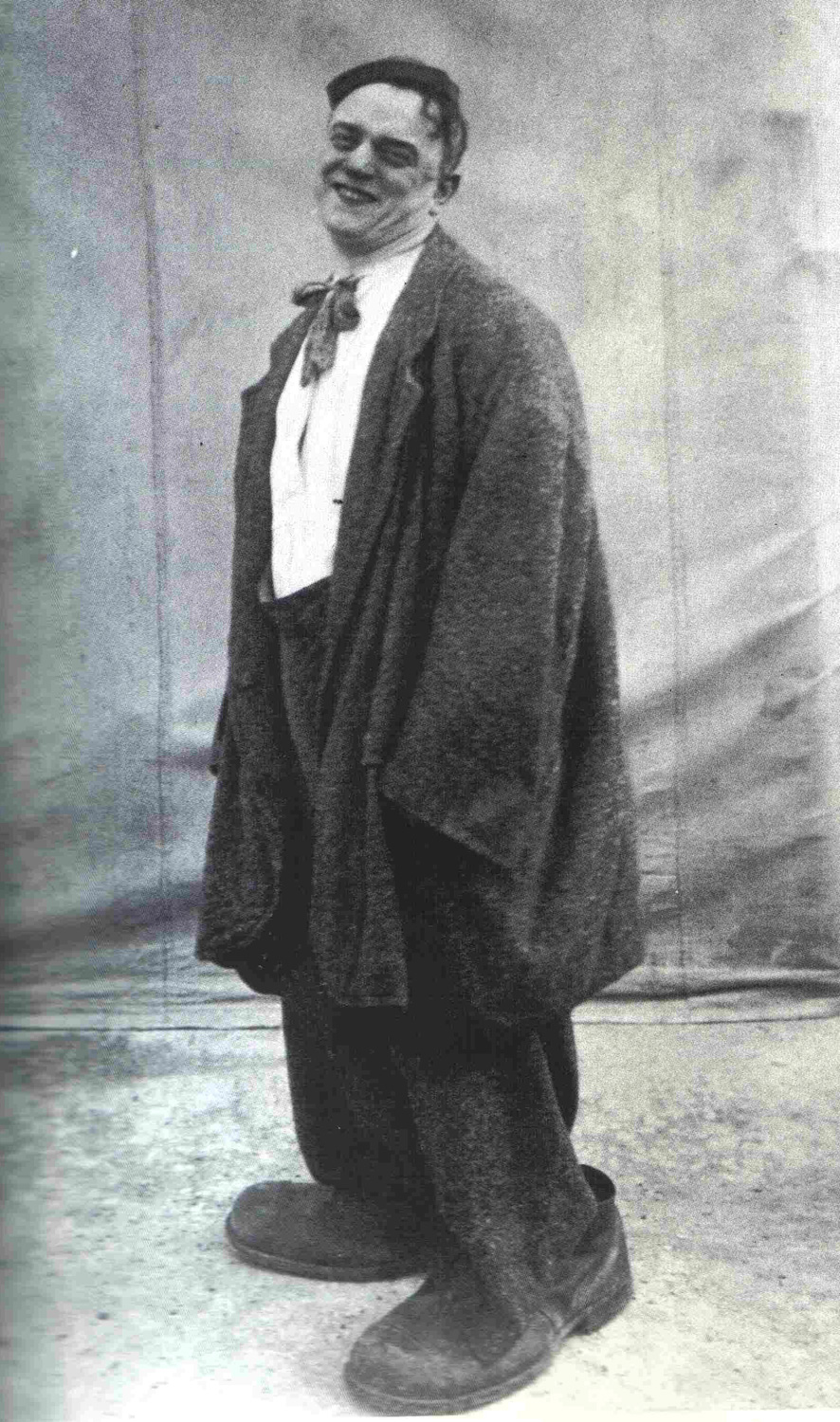
Giacomino in abito da scena (Collezione Cireni)

Giacomo Cireni, in arte Giacomino (Milano, 9 marzo 1884 – Milano, 20 agosto 1956), è stato un circense italiano.

## Biografia
A otto anni entra nel mondo del circo. Muove i primi passi nel piccolo circo di Francesco Pulajot, dando inizio al suo tirocinio di acrobata e saltatore. Passa poi ai circhi Travaglia, Frediani, Vitali presso il circo Guillaume viene a sapere del circo Medrano a Parigi. Espatria nel 1903 a Parigi e presso il Medrano si esibisce come saltatore. Alcuni Autori sostengono che presso il Medrano conobbe il giovane Charlie Chaplin che ritroverà circa 15 anni dopo ad Hollywood. Nello stesso anno si trasferisce in Russia al circo Imperiale di Pietroburgo (oggi Circo Ciniselli) diretto da Scipione Ciniselli, figlio del milanese Gaetano Ciniselli, ove inizia la carriera di clown, completamente a digiuno della lingua russa, con un numero che ha per partner un maiale ammaestrato al guinzaglio, presentato al pubblico col nome di Ziloni, omonimo quindi del capo della polizia locale: Ziloni, che in italiano significa anche verde. La polizia lo aspetta in camerino e lo diffida dal ripetere il numero,  la sera successiva, per rispettare la diffida, si presenta in pista col maiale colorato di verde. L'intervento in camerino della polizia viene attenuato davanti al cadavere del povero maiale intossicato dalla vernice.
Il suo trucco è costituito da un giaccone, pantaloni e scarponi enormi, poco trucco sul viso, soprattutto introduce in un mondo decisamente pacato la vivace comicità di un giovane mediterraneo.
Strige amicizia con scrittori e artisti dell'epoca, fra tutti Leonid Nikolaevič Andreev che si ispira ad un ricordo di Giacomino sul tony nero Borbonel, conosciuto al circo Medrano, per realizzare il lavoro teatrale "L'uomo che prende gli schiaffi" e soprattutto Alecksandr Ivanovic Kuprin al quale è stretto da profonda amicizia.
Kuprin fece dono a Giacomino,di questa targa in argento affissa sulla porta del camerino di Giacomino al Circo Imperiale.
Traduzione non letterale

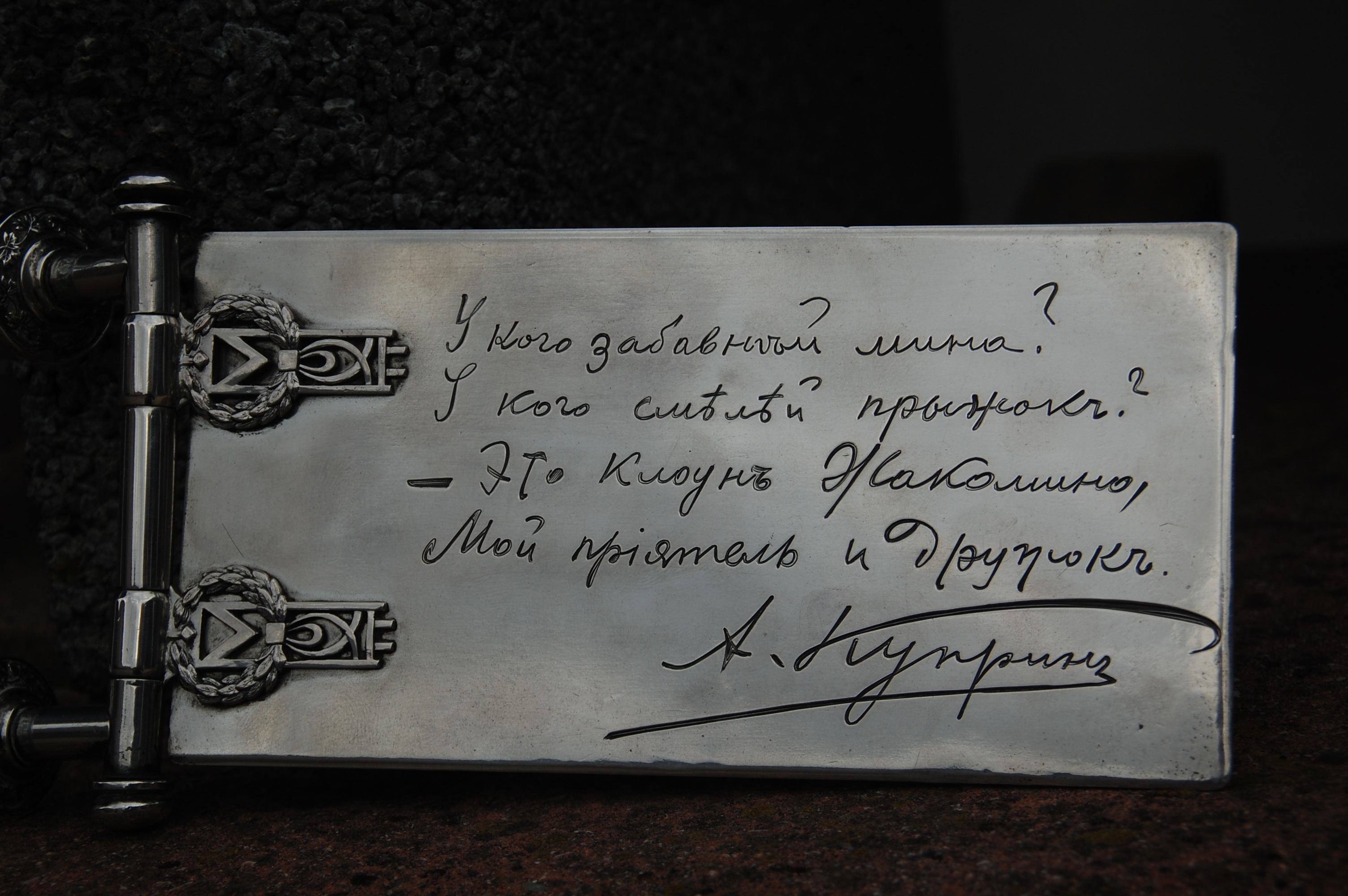
Targa con dedica, dono di Kuprin (Collezione Cireni)

Chi ha un volto che esprime allegria?
Chi ha il coraggio dell’acrobata?
Il clown Giacomino
Mio compagno e Fraterno Amico
A. Kuprin

Nel 1913 interpreta due film: Zakomino-vrag Sljapnyck bulavok (Giacomino nemico degli spilloni) Zakomino zestoko nakazan (Giacomino castigato in malo modo), entrambi diretti da R.V. Geigardt; il secondo tratto da un racconto di Kuprin il quale partecipò anche come attore.

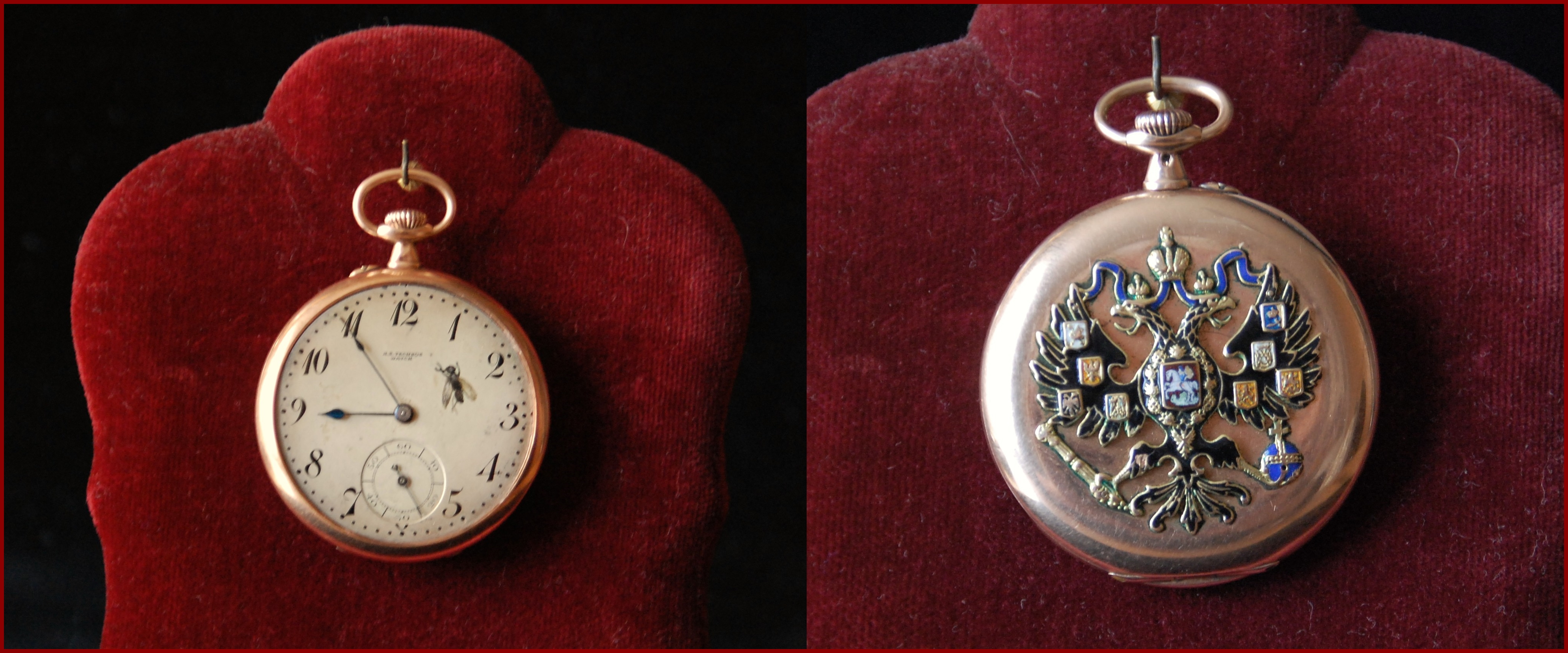
fronte e retro dell'orologio dono dello Zar con la mosca dipinta da Gregorio Sciltian sul quadrante
(Collezione Cireni)

Il successo è altissimo. La sua fama cresce e viene spesso invitato a fare spettacoli per bambini nei palazzi dell'aristocrazia di Pietroburgo in occasioni di compleanni e ricorrenze, sino ad essere invitato presso il Palazzo d'Inverno, residenza invernale dello zar Nicola II per allietare lo zarevic Alessio malato di emofilia. Dallo Zar riceve in dono un orologio con lo stemma imperiale e un anello, anch'esso con lo stemma. Sul quadrante dell'orologio nel 1949 viene dipinta dal pittore Gregorio Sciltian una mosca.
Conosce Rasputin e la corte dello Zar. Allo scoppio della rivoluzione gli vengono confiscati gli averi e solo grazie ad un salvacondotto firmato da Lenin riesce a recarsi in Giappone dopo un drammatico viaggio sulla transiberiana da Pietrogrado a Vladivostok. Causa la guerra, per tornare in Italia fu costretto ad attraversare Asia e Stati Uniti.
Poco prima di lasciare Pietrogrado (con lo scoppio della guerra, il nome della città venne modificato sostituendo il termine "burgo", molto tedesco, con "grado", decisamente più balcanico), una dama di compagnia della zarina gli affida dei documenti da consegnare  

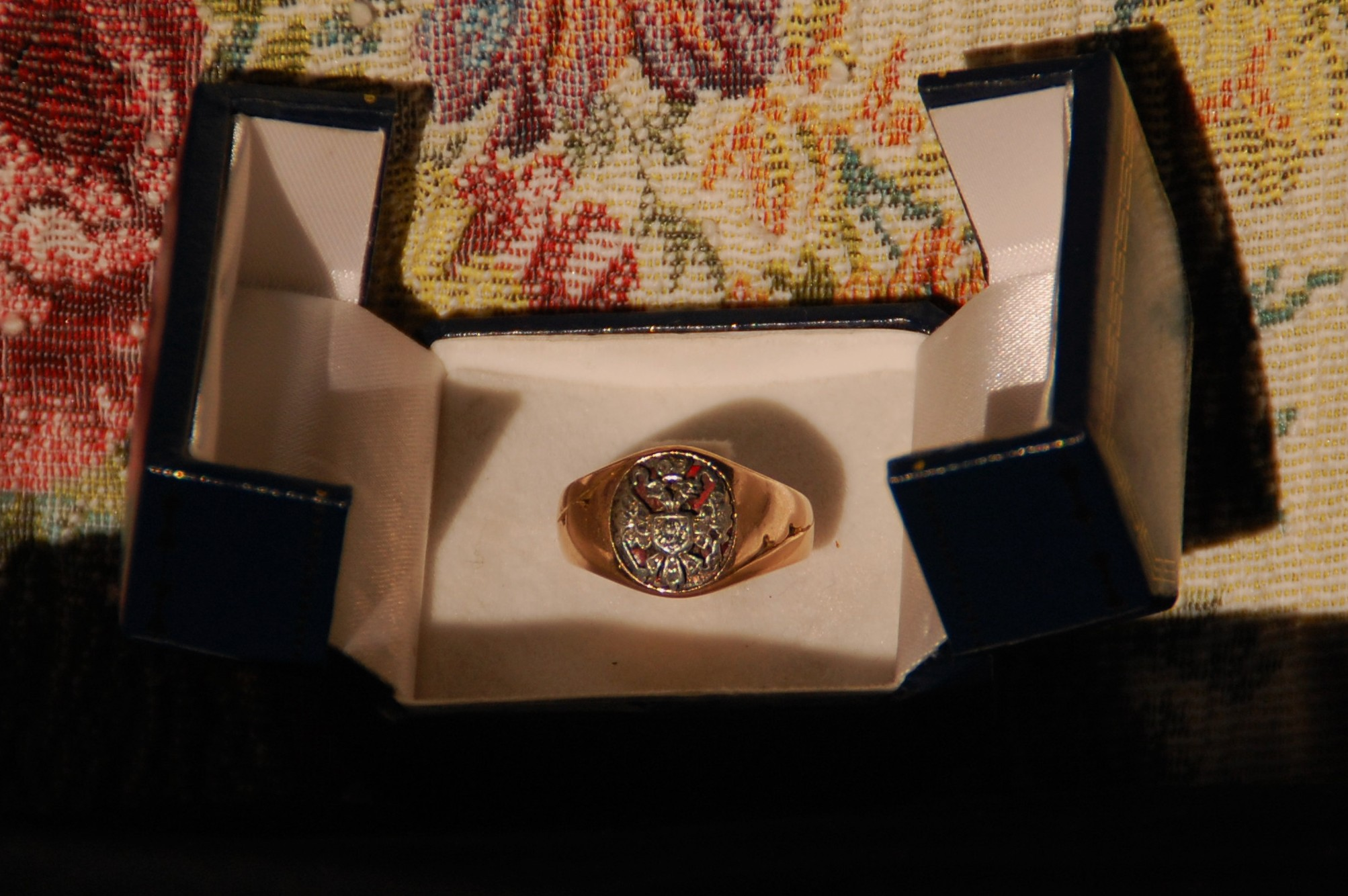
Anello dono dello Zar (collezione Cireni)

all'ambasciatore italiano a Tokyo e destinati alla regina italiana. Giunge a Tokyo e, consegnati i documenti, si imbarca per gli Stati Uniti, giunto ad Hollywood nel 1918 ottiene una scrittura come controfigura e collaboratore di Charlie Chaplin al quale illustra le classiche entrate da clown.
Nel 1920 ritorna in Italia ove per una decina d'anni lavora con vari circhi, soprattutto con il circo Krone. Fino agli anni cinquanta lavora come organizzatore e animatore in diversi casinò, ultimo quello sul lago di Garda. Rientra a Milano ove svolge le mansioni di maggiordomo ed interprete presso il Circolo della Stampa sino al decesso.
È stato considerato, con Grock e i Fratellini, uno fra i più grandi clown della sua epoca. Ampia la biografia di Bernini (Un clown alla corte dello zar) e la citazione che ne fa Cervellati nella prestigiosa Storia del Circo.

## L'amicizia con Kuprin
Merita un breve inciso il racconto di come nacque l'amicizia fra il grande scrittore russo e Giacomino.
Giacomino era scritturato col Circo Imperiale di Pietroburgo ma la scrittura non copriva l'anno intero, pertanto nel periodo estivo Giacomino era libero di lavorare presso altri circhi. Nel 1907 si trovava a lavorare presso un Circo con piazza ad Odessa. In quella città trascorreva il periodo estivo anche Kuprin il quale assisteva regolarmente agli spettacoli del Circo e, al termine dello spettacolo, invitava alcuni artisti a cena con lui in uno tra i migliori ristoranti della città. Una sera capitò anche a Giacomino di far parte degli invitati. A cena dopo abbondanti piatti ed consistenti libagioni lo scrittore appoggiò la testa sul tavolo e cadde in un profondo sonno. I commensali, ad uno ad uno, si allontanarono in punta di piedi solo Giacomino non se la sentì di allontanarsi e rimase al tavolo. Quando Kuprin si risvegliò non si meravigliò del fatto che gli altri commensali si erano allontanati, non era certo la prima volta che accadeva, rimase colpito da fatto che Giacomino lo aveva vegliato. Fu l'inizio di una profonda amicizia.
Kuprin allo scoppio della rivoluzione si recò a Parigi, per curare la figlia Xenia malata di tubercolosi, e a Parigi, intervistato dal giornalista italiano Fantozzi, dichiarò di aver avuto un unico amico: il Clown italiano Giacomino.
Amicizia che è comprovata anche dalle numerose lettere che Kuprin inviò a Giacomino (oggi parte della Collezione Cireni) e che cessarono solo quando, dopo la morte della figlia, fu costretto a ritornare in Russia.